# أندرو ستون (لاعب كريكت)
أندرو ستون (6 يناير 1983 بهراري في زيمبابوي - ) (بالإنجليزية: Andrew Stone)‏ هو لاعب كريكت زيمبابوي.

## وصلات خارجية
- أندرو ستون على موقع إي آس بي آن كريك إنفو (الإنجليزية)